# Slaven Dujaković
Slaven Dujaković (1995) è un ex sciatore alpino austriaco.

## Biografia
Attivo in gare FIS dal dicembre del 2010, in Coppa Europa Dujaković ha esordito il 28 novembre 2012 a Reiteralm in discesa libera (58º) e ha colto il suo miglior piazzamento l'11 marzo 2016 a Saalbach-Hinterglemm nella medesima specialità (15º). Il 12 gennaio 2018 ha preso per l'ultima volta il via a una gara in Coppa Europa, la combinata di Saalbach-Hinterglemm dove si è classificato 43º; si è ritirato al termine di quella stessa stagione 2017-2018 e la sua ultima gara in carriera è stata la discesa libera dei Campionati sloveni 2018, il 28 marzo a Krvavec, chiusa da Dujaković al 27º posto. Non ha debuttato in Coppa del Mondo né preso parte a rassegne olimpiche o iridate.

## Palmarès

### Coppa Europa
- Miglior piazzamento in classifica generale: 137º nel 2017

### Campionati austriaci
- 1 medaglia:
  - 1 argento (discesa libera nel 2016)